# Polystichum acanthophyllum
Polystichum acanthophyllum là một loài thực vật có mạch trong họ Dryopteridaceae. Loài này được (Franch.) H. Christ miêu tả khoa học đầu tiên năm 1905.